# کرافورد (نیویورک)
کرافورد، نیویورک (به انگلیسی: Crawford, New York) یک سکونتگاه مسکونی در ایالات متحده آمریکا است که در شهرستان اورنج، نیویورک واقع شده‌است.

## خصوصیات
کرافورد ۱۰۴٫۰ کیلومترمربع مساحت و ۹٬۳۱۶ نفر جمعیت دارد و ۱۴۸ متر بالاتر از سطح دریا واقع شده‌است.